# پاره‌گاه‌چای
پاره‌گاه‌چای (به ترکی آذربایجانی: Parağaçay) یک منطقهٔ مسکونی در جمهوری آذربایجان است که در شهرستان اردوباد واقع شده‌است. پاره‌گاه‌چای ۱۰۲ نفر جمعیت دارد.